# Campeonato Mundial de Atletismo em Pista Coberta de 2024 - Revezamento 4x400 m masculino
A prova dos 4 x 400 metros estafetas masculino do Campeonato Mundial de Atletismo em Pista Coberta de 2024 ocorreu no dia 3 de março na Arena Commonwealth, em Glasgow, no Reino Unido.

## Recordes
Antes desta competição, os recordes mundiais e do campeonato nesta prova eram os seguintes:
|                       | Nacionalidade  | Tempo     | Local           | Data                    |
| --------------------- | -------------- | --------- | --------------- | ----------------------- |
| Recorde mundial       | Estados Unidos | 3m 00s 77 | College Station | 10 de fevereiro de 2018 |
| Recorde do campeonato | Polónia        | 3m 01s 77 | Birmingham      | 4 de março de 2018      |

## Medalhistas
| Ouro                                                                                          | Prata | Bronze |
| Bélgica · Jonathan Sacoor · Dylan Borlée · Christian Iguacel · Alexander Doom · Tibo De Smet* | Estados Unidos · Jacory Patterson · Matthew Boling · Noah Lyles · Christopher Bailey · Paul Dedewo* · Trevor Bassitt* | Países Baixos · Liemarvin Bonevacia · Ramsey Angela · Terrence Agard · Tony van Diepen · Taymir Burnet* · Isaya Klein Ikkink* |

* Competiram apenas nas eliminatórias

## Cronograma
Todos os horários são locais (UTC+0).
| Data       | Hora  | Evento  |
| ---------- | ----- | ------- |
| 3 de março | 11:10 | Bateria |
| 3 de março | 20:15 | Final   |

## Resultados

### Bateria
Qualificação: 2 atletas de cada bateria (Q) mais os 2 melhores qualificados (q).
| Posição | Bateria | Raia | Nacionalidade  | Atletas                                                                      | Tempo   | Notas            |
| ------- | ------- | ---- | -------------- | ---------------------------------------------------------------------------- | ------- | ---------------- |
| 1       | 1       | 6    | Estados Unidos | Paul Dedewo, Trevor Bassitt, Matthew Boling, Christopher Bailey              | 3:05.56 | Q                |
| 2       | 1       | 5    | Bélgica        | Jonathan Sacoor, Christian Iguacel, Tibo De Smet, Dylan Borlée               | 3:06.27 | Q,               |
| 3       | 2       | 4    | Países Baixos  | Taymir Burnet, Isaya Klein Ikkink, Tony van Diepen, Ramsey Angela            | 3:06.47 | Q,               |
| 4       | 2       | 5    | Portugal       | Ericsson Tavares, Ricardo dos Santos, João Coelho, Omar Elkhatib             | 3:06.57 | Q,               |
| 5       | 2       | 4    | Polónia        | Patryk Grzegorzewicz, Maksymilian Swed, Daniel Sołtysiak, Mateusz Rzeźniczak | 3:06.74 | q,               |
| 6       | 1       | 5    | Quênia         | Wiseman Mukhobe, Zablon Ekwam, Kelvin Tauta, Boniface Mweresa                | 3:06.96 | q,               |
| 7       | 1       | 6    | Eslováquia     | Šimon Bujna, Patrik Dömötör, Miroslav Marček, Mário Hanic                    | 3:09.21 | Recorde nacional |
|         | 2       | 6    | Chéquia        | Vít Müller, Michal Desenský, Patrik Šorm, Matěj Krsek                        | DNF     |                  |

### Final
A final ocorreu dia 3 de março às 20:15.
| Posição           | Raia | Nacionalidade  | Atletas                                                                 | Tempo   | Notas                |
| ----------------- | ---- | -------------- | ----------------------------------------------------------------------- | ------- | -------------------- |
| Medalha de ouro   | 5    | Bélgica        | Jonathan Sacoor, Dylan Borlée, Christian Iguacel, Alexander Doom        | 3:02.54 | Melhor marca do ano  |
| Medalha de prata  | 6    | Estados Unidos | Jacory Patterson, Matthew Boling, Noah Lyles, Christopher Bailey        | 3:02.60 | Recorde da temporada |
| Medalha de bronze | 4    | Países Baixos  | Liemarvin Bonevacia, Ramsey Angela, Terrence Agard, Tony van Diepen     | 3:04.25 | Recorde nacional     |
| 4                 | 2    | Quênia         | Wiseman Mukhobe, Zablon Ekwam, Kelvin Tauta, Boniface Mweresa           | 3:06.71 | Recorde africano     |
| 5                 | 1    | Polónia        | Maksymilian Swed, Jan Wawrzkowicz, Daniel Sołtysiak, Mateusz Rzeźniczak | 3:08.00 |                      |
|                   | 3    | Portugal       | Ericsson Tavares, Ricardo dos Santos, João Coelho, Omar Elkhatib        | DSQ     | TR48.1               |

Legenda
| Recorde mundial       | Recorde mundial (World record)               |                       | Recorde africano                      | Recorde africano (African) |                                           | Q | Classificado por posição (Qualified) |
| Recorde do campeonato | Recorde do campeonato (Championship record)  | Recorde da América    | Recorde da América (Americas)         | q                          | Classificado por melhor tempo (Qualified) |   |                                      |
| Melhor marca do ano   | Melhor marca do ano (World leading)          | Recorde asiático      | Recorde asiático (Asian)              | DNS                        | Não largou (Did not start)                |   |                                      |
| Recorde nacional      | Recorde nacional (National record)           | Recorde europeu       | Recorde europeu (European)            | DNF                        | Não terminou (Did not finish)             |   |                                      |
| Recorde pessoal       | Recorde pessoal do atleta (Personal best)    | Recorde da Oceania    | Recorde da Oceania (Oceania)          | DSQ / DQ                   | Desclassificado (Disqualified)            |   |                                      |
| Recorde da temporada  | Recorde da temporada do atleta (Season best) | Recorde sul-americano | Recorde sul-americano (South America) | NM                         | Sem marca (No mark)                       |   |                                      |